# 喜多嶋隆
喜多嶋 隆（きたじま たかし、本名: 喜多嶋 隆夫、1949年5月10日 - ）は、日本の小説家である。

## 人物
1949年（昭和24年）、東京都文京区生まれ。東京都立北園高等学校を経て、明治大学政治経済学部卒業。
大学卒業後は、コピーライター、CFディレクターなどを務めた。1981年（昭和56年）、著作 『マルガリータを飲むには早すぎる』 で、小説現代新人賞受賞。その後、多くの青春小説を、角川文庫、集英社コバルト文庫、光文社文庫など文庫オリジナルで多数執筆している。

## 著書
一部の本は電子書籍でも販売されている。

### 一般小説
- 海賊放送局ハワイ99
  - 殺しのヒットパレード（講談社ノベルズ 1983／講談社文庫）
  - ビキニ探偵危機一髪（講談社ノベルズ、1984）
    - 【改題】ビキニ・ガールは、狙われる（講談社文庫）
- さよならは、カンパリ・ソーダ（光文社、1983／光文社文庫）
- CFギャング・シリーズ（光文社文庫）
  - CF愚連隊（1984）
  - CFガール（1985）
  - ロンリー・ランナー（1986）
  - マーメイドは、歌わない（1987）
  - カムバックには、遅くない（1988）
  - 君にロング・グッドバイ（1988）
  - リトル・ファイター（1989）
  - チャイナ・ドレスは似合わない（1990）
  - 三十秒のラブ・ソング（2003）
  - 愛は生きてるうちに（2003）
  - サヨナラには早過ぎる（2004）
  - たとえゴールが遠くても（2004）
  - 15秒の奇跡（2005）
  - ただ、愛のために（2005）
  - ビバリー・ヒルズで朝帰り（2006）
  - あのバラードが歌えない（2007）
  - 君は戦友だから（2016）
  - 二十年かけて君と出会った（2017）
  - ココナツ・ガールは渡さない　2019）
- 「ポニー・テール」シリーズ（角川書店）
  - ポニー・テールは、ふり向かない（1984／角川文庫）
  - ポニー・テールは、風まかせ（1985／角川文庫）
  - ポニー・テールに、通り雨（1987）
  - ポニー・テールに、罪はない（1987）
  - ポニー・テールは、ほどかない（1988）
- テネシー・ワルツは、1度だけ（光文社、1984／光文社文庫）
- 天使のアッパーカット（講談社、1985／講談社文庫）
- ラスト・ダンスは、裸足で（角川書店、1985／角川文庫）
- パイナップル巨人軍（角川書店、1986／角川文庫）
- バトン・ガールは、もう泣かない (角川文庫、1986）
- こちらレオタード探偵団!（祥伝社ノン・ポシェット、1987）
  - 【改題】こちら美少女探偵団!（コスミック出版コスモノベルズ、1995）
- プール・バーで待っている（光文社、1987）
  - 【改題】友よ、もう会うこともないだろう（光文社文庫）
- 六本木シリーズ（実業之日本社）
  - 六本木バナナ・ボーイズ（1988／光文社文庫、1989）
  - 六本木シンデレラ（1989／光文社文庫、1992）
  - 六本木サンセット（1991）
- ジェームス・ディーンに、似ていた (角川文庫、1988）
- カラーに口紅 (角川文庫、1988）
- 海辺のロンリー・ハート・ガールズ (角川文庫、1989）
- ロックンロール・ティーチャー (光文社文庫、1989）
- 「南十字星ホテルにて」シリーズ（天山出版／角川文庫）
  - 南十字星（サザンクロス）ホテルにて（1989／1991）
  - ツイン・ルームから海が見える（1990／1992）
- 夏物語 (角川文庫、1989／田畑書店、2024）
- 湘南レッド・シューズ (角川文庫、1990）
- フィリップ・マーロウの娘 (光文社文庫、1990）
- 島からのエア・メール (角川文庫、1990）
- 水平線ストーリー (角川文庫、1991）
- 嘉手納広美シリーズ（光文社文庫）
  - ハイヒールで追いつめろ（1991）
  - アフター・ファイヴに探偵を（1991）
  - ルールは、わたしが決める（1992）
- 航太郎シリーズ
  - ミッドナイト・フィッシング（天山出版、1992／光文社文庫）
  - ドラゴン・フィッシュを釣りあげろ (光文社文庫、1993）
- ラスト・キッスは、湘南で (角川文庫、1992）
- 8月のカモメたち (角川文庫、1993）
- ビリーがいた夏 (角川文庫、1993）
- プールサイドで踊ろう (角川文庫、1994）
- ハワイアン・ジゴロは眠らない（実業之日本社、1994）
- 湘南探偵物語（光文社文庫）　
  - 恋はフェニックス（1994）
  - ヨコスカ・ガールに伝言（1995）
  - 恋とは何か君は知らない（1995）
  - 君は、ぼくの灯台だった（1996）
  - カモメだけが見ていた（1996）
  - サンセット・ビーチで逢おう（1997）
  - ロバートを忘れない（1998）
  - ソルティ・ドッグが嘘をつく（1998）
  - わたしが許さない（1999）
  - ジュリエットが危ない（1999）
  - ハンバーガーが死んでいく（2000）
- ブラディ・マリー シリーズ (角川文庫) 
  - 涙のブラディ・マリー（1995）
  - ブラディ・マリーと呼ばないで（1995）
  - ブラディ・マリーをもう1杯（1995）
  - 朝までブラディ・マリー（1996）
  - ブラディ・マリーは甘くない（1997）
  - お別れにブラディ・マリー（1997）
  - ブラディ・マリーは飲まないで（1998）
  - ブラディ・マリーに雪が降る（1999）
  - 猫にもブラディ・マリー（1999）
- 天使のリール（中央公論社、1997／中公文庫）
- 潮風通信（小学館文庫、1998）
- 天国からのメール (角川文庫、2000）
- ビーチ・サンダルで告白した (角川文庫、2000）
- 夏が終わり、愛が始まる (光文社文庫、2001）
- 君といたホノルル (角川文庫、2001）
- ルアーに恋した日 (光文社文庫、2001）
- ぼくとミセス・ジョーンズの夏 (角川文庫、2001）
- 再会のシンガポール・スリング (角川文庫、2002）
- 少女ライカシリーズ (光文社文庫、2002）
  - 少女ライカ
  - ライカに願いを
- ハイビスカスが散った (角川文庫、2002）
- 「Sing」シリーズ (角川文庫) 
  - Sing 海がくれたバラード（2003）
  - Sing 2 もう一度、ステージに（2004）
  - Sing 3 さよなら、イエスタディ（2004）
- シャワー 角川書店（2005 ）
  - 【改題】きみの愛が、僕に降りそそいだ (角川文庫)
- もう、若くはないけど（角川書店、2005）
- 水恋 suiren（角川書店、2006／角川文庫）
- キャット・シッターの君に。（角川書店、2006／角川文庫、2010）
- On the beach (角川文庫、2007）
- 君を探してノース・ショア (光文社文庫、2007）
- サイドシートに君がいた (角川文庫、2008）
- ゴルファー”ユウ”シリーズ (光文社文庫、2008）
  - あの虹に、ティー・ショット
  - バンカーなんか怖くない
- ふたりでKIKIを聴いていた (角川文庫、2008）
- 君はジャスミン (角川文庫、2009）
- 君の夢を見るかもしれない (光文社文庫、2009）
- さよなら、湘南ガール (角川文庫、2010）
- 美しき敗者たち (光文社文庫、2010）
- 恋のぼり 二人で見ていた、あの空に (角川文庫、2011）
- She Is Wind―彼女は風のように (光文社文庫、2011）
- ラブソングが歌えない  (角川文庫、2011）
- 中川凛シリーズ（光文社文庫）
  - きみがハイヒールをぬいだ日（2011）
  - きみは心にジーンズをはいて（2012）
- 地図を捨てた彼女たち  (角川文庫、2012）
- みんな孤独だけど (角川文庫、2012）
- きみの瞳に乾杯を (光文社文庫、2012）
- かもめ達のホテル (角川文庫、2013）
- マナは海に向かう (光文社文庫、2013）
- 恋を、19粒 (角川文庫、2013）
- 海よ、やすらかに（角川書店、2014）
- 向かい風でも君は咲く（光文社文庫、2015）
- 鎌倉ビーチ・ボーズ （角川文庫、2015）
- ペギーの居酒屋（角川文庫、2016)
- Hawaii Love Story（中央公論新社、2017)
- 賞味期限のある恋だけど（角川文庫、2018)
- 夏だけが知っている（角川文庫、2019)
- しおさい楽器店ストーリー（光文社文庫）
  - A7（2019）　
  - B♭（2021）
  - C（2022）
  - Dm（2023）
  - E7（2024）
- 7月7日の奇跡 (角川文庫、2020）
- 潮風シリーズ（角川文庫）
  - 潮風キッチン（2021）
  - 潮風メニュー（2022）
  - 潮風テーブル（2023）

### 少女小説
- カモメ物語 (集英社文庫コバルト) 
  - くたばれ!ベートーベン（1986）
  - ポールを追いかけろ!（1987）
- ヴァージン・トライ!  (集英社文庫コバルト、1987）
- ボディ・ガードに花束を (集英社文庫コバルト、1987）
- HB物語 (集英社文庫コバルト) 
  - ファースト・キスまで、あと5分（1988）
  - スロー・ダンスは、制服で（1989）
- レタスと剣 (集英社文庫コバルト、1988）
- 校則違反隊ストーリー 全2巻 (集英社文庫コバルト、1990）
- ダウンタウン・エンジェル 全12巻 (小学館パレット文庫、1991-1994）
- Duet 全3巻 (集英社コバルト文庫、1991-1993）
- ボビーの海 全3巻 (小学館パレット文庫、1994-1995）
- 退学届けをポケットに (学館パレット文庫、1994）
- 王子様は、ちょっとピンボケ カメラマン亜紀子の事件メモ (集英社コバルト文庫、1995）

### その他
ガイドブック
- 喜多嶋隆のアロハブック コンドミニアムで暮らすハワイ10日間 (光文社文庫、1986）
- ハワイは大人の遊び場だ。（東京書籍、2015）

フォトコミック原作
- アロハ・ガール物語 ヒロコよ、銃をとれ（講談社モーニング・オールカラー・コミックブック、1988）

## メディアミックス

### テレビドラマ
- CF愚連隊（1985年5月8日、日本テレビ「水曜ロードショー特別企画」、主演:佐藤浩市）
- ポニーテールはふり向かない（1985年10月12日 - 1986年3月29日、TBS火曜8時枠、主演:伊藤かずえ）
- 天使のアッパーカット（1986年6月24日 - 10月14日、TBS土曜9時枠、主演:大塚真美）

### 映画
- 六本木バナナ・ボーイズ（1989年8月12日公開、主演:仲村トオル・清水宏次朗）
- cfガール（1989年10月7日公開、主演:世良公則）

### ラジオドラマ
- CF愚連隊 （1989年4月17日 - 28日、NHK-FM「アドベンチャーロード」)（全10回）
- ロンリー・ランナー（1992年11月24日 - 12月4日、NHK-FM「青春アドベンチャー」）（全9回）

### 漫画
- 天使のアッパーカット 全2巻（画：目白花子、KC mimi 講談社コミックス、1986）
- ヴァージン・トライ! 全2巻（画：栗城祥子、小学館フラワーコミックス、1987）
- くたばれ!ベートーベン（画：高野葉子、集英社セブンティーンコミックス、1988）
- レタスと剣 全2巻（画：北川みゆき、小学館フラワーコミックス、1988／小学館文庫 全1巻）